# Cymothoe candidata
Cymothoe candidata är en fjärilsart som beskrevs av Frans G.Overlaet 1954. Cymothoe candidata ingår i släktet Cymothoe och familjen praktfjärilar. Inga underarter finns listade i Catalogue of Life.